# Patrik Tybor
Patrik Tybor   (Dubnica nad Váhom, 16 de setembre de 1987) fou un ciclista eslovac, professional des del 2006 i fins al 2023.

## Palmarès
Palmarès.
- 2009
  - Vencedor d'una etapa al Gran Premi Bradlo
- 2013
  - Vencedor d'una etapa al Baltic Chain Tour
- 2015
  - Vencedor de 2 etapes a la Volta a Bulgària
- 2016
  - Vencedor d'una etapa al Tour del Camerun
  - Vencedor d'una etapa a la Volta al Marroc